# Paspalum haumanii
Paspalum haumanii är en gräsart som beskrevs av Parodi. Paspalum haumanii ingår i släktet tvillinghirser, och familjen gräs. Inga underarter finns listade i Catalogue of Life.